# سيبنت

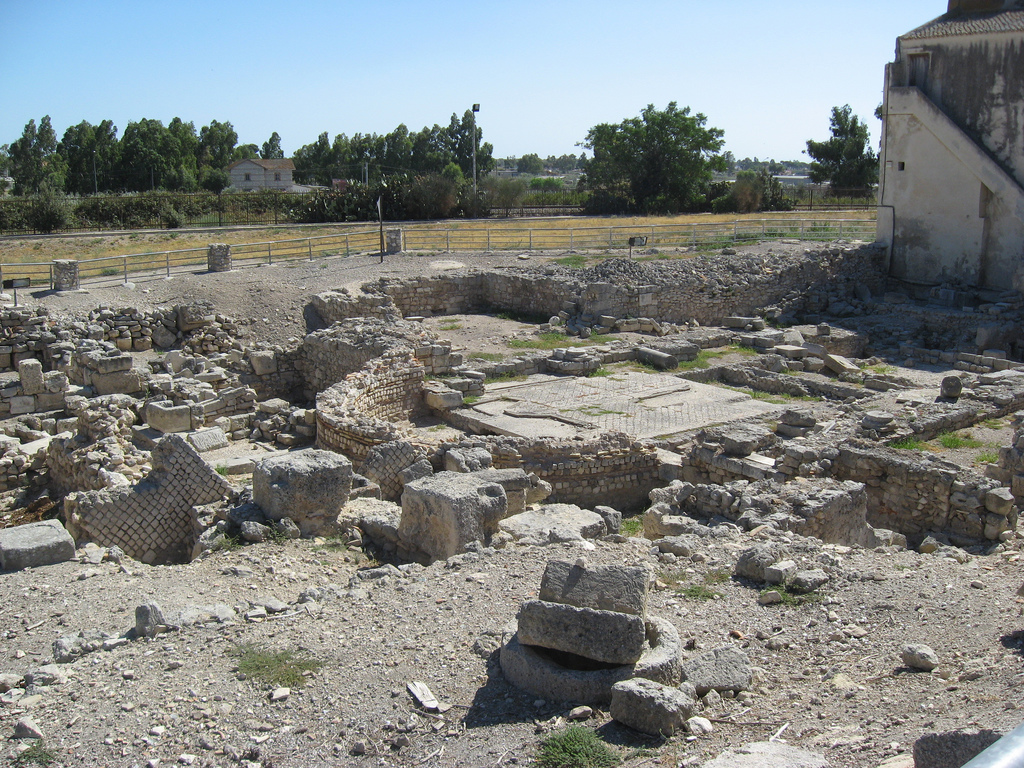
أنقاض قتدرائية سيبنت القديمة

سيبنت أو سيبونتو (بالإيطالية: Siponto)‏ كانت مدينة ساحلية ومطرانية قديمة في بوليا، جنوب إيطاليا. تُخُلِّيَ عن المدينة بعد الزلازل في القرن الثالث عشر؛ اليوم تدار المنطقة باعتبارها فريزيوني من كومونة منفريدنية، في مقاطعة فودجا. يقع سيبنت حوالي 3 على بعد كم من جنوب منفريدُنية.
ذكرها الادريسي: «ومن نهر نيقلو إلى نهر كاطة أحد عشر ميلا ومنه إلى مدينة سيبنت ميلان وسيبنت على قرب من البحر ومنها إلى ماتناطة اثنا عشر ميلا».